# Uboczańska
Uboczańska – potok, prawy dopływ Piekielnika.
Potok wypływa na wysokości około 656 m z rowu odwadniającego w miejscowości Czarny Dunajec w Kotlinie Orawsko-Podhalańskiej. Płynie krętym korytem przez płaskie tereny tej kotliny, przepływając po wschodniej stronie torfowiska Puścizna Rękowiańska. Na wysokości 640 m uchodzi do Piekielnika. Spadek potoku na całej jego długości wynosi tylko 16 m.
Cała zlewnia potoku znajduje się na niezamieszkanych torfowiskach Kotliny Nowotarskiej. Z rzadkich dla Karpat roślin stwierdzono występowanie w potoku gatunków jeżogłówka najmniejsza i rdestnica alpejska.